# 少女波子汽水
《少女波子汽水》是狸軟件（たぬきそふと）在2015年7月31日發售的戀愛冒險類型成人遊戲，當中由野野原幹負責原畫，、華南戀、玖保田桂吾共同擔當編劇。
《少女波子汽水》擁有多條劇情分支路線，每條路線皆有一系列預先設定的場景和人物互動。其主要聚焦於三名女主角狹山千惠、足立甜花、小驹（コマコ・セメノビッチ）跟玩家角色的互動，並重點刻畫了角色之間的性行為。整個故事以立川清的視角作切入點。他是個蘿莉控，並在鄉下地區開了間粗點心店，吸引上述三位女主角前來光顧。
改編自該作品的漫畫於2018年7月開始連載，2019年4月連載結束。除此之外，官方亦推出了設定原畫集、週邊產品，改編自原作的OVA、廣播劇CD。

## 遊戲系統

《少女波子汽水》的遊玩介面，圖中女主角狹山千惠正在跟足立甜花對話。

《少女波子汽水》採取戀愛冒險的遊玩方式，玩家所扮演的是本作的男主角立川清。基本上玩家在遊玩的時候都需閱覽屏幕上所顯示的文本，用以了解故事情節和人物之間的對話。該些文字會與人物拼合圖和背景一同出现，用以表示立川跟誰對話。玩家會在故事中遇見代替背景和人物拼合圖的CG。《少女波子汽水》擁有多條劇情分支路線，每條路線的结局皆有所不同。玩家的選擇最終會影響進入哪條路線，从而影響结局。
本作角色之間的關係亦帶有一定性意味。有關場景包括手交、口交、性交。玩家在某些預設的段落中須選擇行為選項，對話框的下一段文本在做出選擇前並不能夠顯示。玩家必須反覆載入選項頁面並選擇不同的選項，才能夠觀覽存於不同路線的劇情。《少女波子汽水》擁有幾個不同的結局。

## 故事
主人公立川清是個蘿莉控，他在某個鄉村小鎮中開了一間粗點心店，並吸引了附近的女孩前來光顧。這間粗點心店的常客有小驹（コマコ・セメノビッチ）、狹山千惠、足立甜花——立川很快就跟她們成為好友。有一天，他發現千惠在店內偷東西。於是他便為此事當面質問千惠。最終使得千惠要留在店內幫忙兼還債。她的另外兩位朋友亦因此經常到店內玩耍，以跟千惠待在一起。主角清在途中察覺到三名女主角都有各自的煩惱，於是其便加以利用之，以滿足自己想跟少女們發生性行為的慾望。

## 角色
粗點心店店主/立川清（OVA聲優：夏村伊介）
本作男主角，他以前曾是一名上班族，在向公司辭職後，改成為鄉村小鎮的粗點心店店主。他是個蘿莉控，並在作中以各種手段來使三名女主角跟自己發生性行為。
狹山千惠
性格開朗的女孩，在故事開始時其已生活在單親家庭。經常來到立川的粗點心店買東西。後來因為在店內偷東西而要在那打工還錢。
小驹
無口的女孩。她是俄日混血兒，但由於在日本居住了一段長時間，所以能夠說出一口流利日語。她因為曾被千惠所救，而對之產生一定好感。
足立甜花
傲嬌的女孩。剛從市區搬到鄉村沒過多久。經常被千惠拉去粗點心店。她希望於將來成為偶像。在轉校後，班上只有她一個人擁有智能手機。

## 開發
《少女波子汽水》是狸軟件的第7部作品。在發行本作之前，它曾推出《少女教育》和《微少女》等蘿莉題材作品。曾於後兩部作品負責原畫的野野原幹，再次於《少女波子汽水》負責上述項目。、華南戀、玖保田桂吾共同擔當了本作的編劇。片尾曲和插曲則分別由KANAMI和甜花的聲優主唱。

## 發行
狸軟件於2015年7月12日在其官網上發佈了本作的免費試玩版，予供公眾下載試玩。正式版原定在5月29日開售，不過其後延期至7月24日。之後又因為製品在下線過程中出了問題，而要延期至7月31日。它其後在7月31日發售PC正式版的遊戲光碟，同時兼容Windows Vista/7/8。預訂版則會附送像廣播劇CD、抱枕套、电话卡般的贈品。2020年10月7日，FANZA推出了遊戲的完整付費下載版。

## 相關產品

### OVA
2016年5月16日，官方公佈《少女波子汽水》將會推出OVA版，其由mary jane（メリー・ジェーン）負責製作。其原定在2016年8月開售，不過及後一再延期，去到10月才公開第1集。mary jane及後在Twitter上表示，他們在製作此類作品時需花費更多的精力。2018年3月2日，《少女波子汽水》OVA最後一集（第4集）開售。每集時長約20分鐘。男主角立川清在OVA中由夏村伊介配音。2018年3月15日，FANZA開始在其網站上推出《少女波子汽水》的OVA版予人付費觀看，其於約一年後推出最後一集。不过官方后来又于2024年宣布将播出第5话。
各集列表
| 集數 | 日文標題 | 中文標題                | 發售日         |
| ---- | -------- | ----------------------- | -------------- |
| 1    |          | 小千與秘密兼職          | 2016年10月7日  |
| 2    |          | 心跳的拍攝時間與戀愛ABC | 2017年3月2日   |
| 3    |          | 浴衣、煙花與夏日祭      | 2017年11月24日 |
| 4    |          | 大家的暑假              | 2018年3月2日   |
| 5    |          | 小千與被窩裏            | 2025年7月11日  |
| 6    |          | 甜花與秘密課程          | 2025年9月5日   |

### 設定原畫集
預訂版會附送共有48頁的設定原畫集，當中收錄了人物介紹、原創插圖、人物草稿等等。

### 漫畫
《少女波子汽水》的改編漫畫在2018年7月13日至2019年4月26日期間連載，由負責出版。全作共有6話。

### 廣播劇CD
預訂版會附送以其中一名女主角為主角的廣播劇CD（全數3枚），附送廣播劇CD的預訂版在Sofmap、Getchuya、Teader這些平台上販賣。

### 週邊
狸軟件亦在C88上販賣以《少女波子汽水》為主題的斜挎袋、水杯、T恤。

## 評價

### 作品銷售
《少女波子汽水》在日本美少女遊戲暨動漫相關商品銷售網站Getchu屋和業內報章《PC press》的2015年7月最暢銷美少女遊戲排行榜上排行第3位，並在Getchu屋2015年年度排行榜上排行29位。《PC press》認為這部作品雖然數度延期，但亦取得了與其品牌相符的成績。

### 投票記錄
在Getchu屋上，《少女波子汽水》亦被票選為2015年7月第六佳的美少女遊戲。

## 備註
1. 1 2  常用譯名。
2. 1 2  人名可自填，預設為立川清。
3. ↑  重複發行的HD版不計算在內

## 外部連結
- 官方網站 （页面存档备份，存于）（日語）